# مورساروييه (بزنجان)
مورساروییه (بالفارسية: مورساروییه) هي مستوطنة تقع في إيران في قسم بزنجان الريفي. يقدر عدد سكانها بـ 64 نسمة بحسب إحصاء 2016.